# Avro 539
El Avro 539 fue un biplano de carreras monoplaza británico, construido por Avro para el Trofeo Schneider de 1919.

## Diseño y desarrollo
El Avro 539 era un hidroavión de flotadores monoplaza que voló por primera vez el 29 de agosto de 1919. Era un biplano de un solo vano, sin decalaje, con un motor montado en el morro Siddeley Puma de 180 kW (240 hp) y dos flotadores de madera. Poseía una única cabina abierta para el piloto, por detrás de las alas. Matriculado G-EALG, fue modificado antes de la carrera con un timón equilibrado y un empenaje alargado, siendo designado 539A. El Trofeo Schneider se celebró el 10 de septiembre de 1919, pero el 539A actuó como avión reserva. Fue más tarde modificado como avión terrestre con un empenaje más pequeño y volado en el Aerial Derby de julio de 1920. El avión realizó un aterrizaje forzoso, pero fue reconstruido como Avro 539B para el Aerial Derby de 1921, con un motor Napier Lion de 340 kW (450 hp) y tren de aterrizaje revisado, siendo matriculado G-EAXM. Resultó destruido en un accidente al aterrizar en Hamble el 15 de julio de 1921, la víspera de la carrera.

## Variantes
539
Hidroavión de flotadores del Trofeo Schneider con motor Siddeley Puma de 180 kW (240 hp), uno construido.
539A
539 modificado. Más tarde, modificado como avión terrestre.
539B
539A reconstruido con un motor Napier Lion de 340 kW (450 hp).

## Especificaciones (539A)
Referencia datos: Jackson 1974

### Características generales
- Tripulación: Uno (piloto)
- Longitud: 6,5 m (21,3 ft)
- Envergadura: 7,8 m (25,5 ft)
- Altura: 3 m (9,7 ft)
- Superficie alar: 18,1 m² (194,8 ft²)
- Peso vacío: 758 kg (1670,6 lb)
- Peso cargado: 961 kg (2118 lb)
- Planta motriz: 1× motor lineal de seis cilindros refrigerado por agua Siddeley Puma.
  - Potencia: 179 kW (247 HP; 243 CV)
- Hélices: Bipala de paso fijo

## Aeronaves relacionadas

### Secuencias de designación
- Secuencia Numérica (interna de Avro): ← 534 - 536 - 538 - 539 - 540 - 543 - 545 →